# Cyclopidae
Cyclopidae è una famiglia di copepodi.

## Generi
- Acanthocyclops (Kiefer, 1927)
- Afrocyclops
- Apocyclops (Lindberg, 1942)
- Bryocyclops (Kiefer, 1927)
- Cryptocyclops (G. O. Sars, 1927)
- Cyclops (O. F. Müller, 1776)
- Diacyclops (Kiefer, 1927)
- Ectocyclops (Brady, 1904)
- Eucyclops (Claus, 1893)
- Euryte (Philippi, 1843)
- Halicyclops (Norman, 1903)
- Homocyclops (S. A. Forbes, 1897)
- Itocyclops (Reid & Ishida, 2000)
- Macrocyclops (Claus, 1893)
- Megacyclops (Kiefer, 1927)
- Mesocyclops (G. O. Sars, 1914)
- Metacyclops (Kiefer, 1927)
- Microcyclops (Claus, 1893)
- Neutrocyclops (Kiefer, 1936)
- Orthocyclops (S. A. Forbes, 1897)
- Paracyclops (Claus, 1893)
- Rheocyclops (Reid & Strayer, 1999)
- Stolonicyclops (Reid & Spooner, 1998)
- Thermocyclops (Kiefer, 1927)
- Tropocyclops (Kiefer, 1927)